# Mézières-en-Vexin
Mézières-en-Vexin ist eine französische Gemeinde mit 598 Einwohnern (Stand: 1. Januar 2022) im Département Eure in der Region Normandie. Sie gehört zum Arrondissement Les Andelys und zum Kanton Les Andelys. Die Einwohner werden Macériens genannt.

## Nachbargemeinden
Mézières-en-Vexin liegt etwa 58 Kilometer südöstlich von Rouen.
Nachbargemeinden von Mézières-en-Vexin sind Guiseniers im Norden, Vexin-sur-Epte im Süden und Osten, Notre-Dame-de-l’Isle im Westen und Südwesten sowie Hennezis im Westen und Nordwesten.

## Bevölkerungsentwicklung
| Jahr                      | 1962 | 1968 | 1975 | 1982 | 1990 | 1999 | 2006 | 2013 |
| Einwohner                 | 345  | 326  | 335  | 466  | 621  | 605  | 635  | 633  |
| Quelle: Cassini und INSEE |      |      |      |      |      |      |      |      |

## Sehenswürdigkeiten
- Kirche Saint-Georges aus dem 13. Jahrhundert, Monument historique
- Herrenhaus von Surcy aus dem 11. Jahrhundert, spätere Umbauten, seit 1999 Monument historique

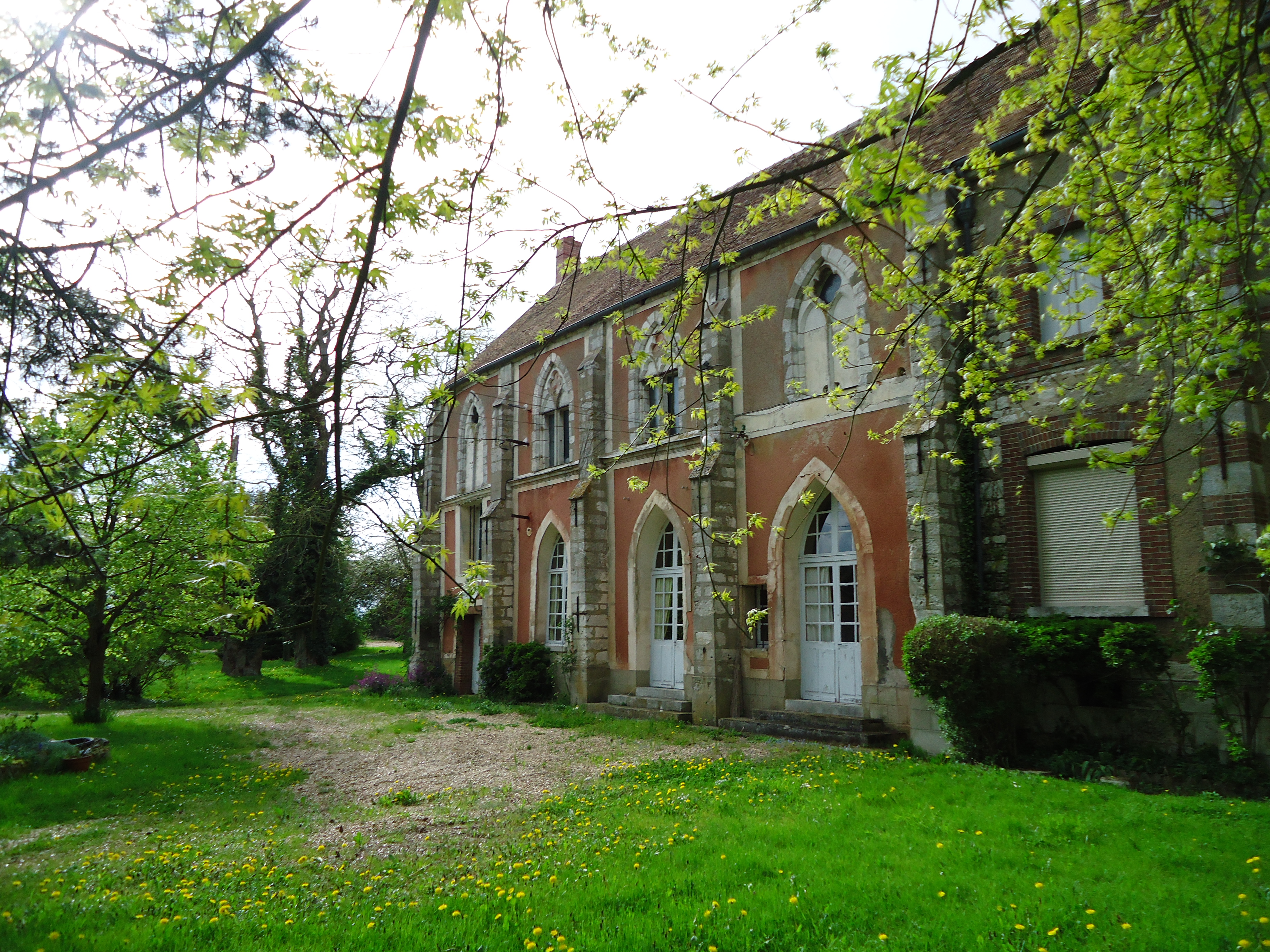
Herrenhaus von Surcy